# Tytthoscincus ishaki
Espèce
Synonymes
- Sphenomorphus ishaki Grismer, 2006

Tytthoscincus ishaki est une espèce de sauriens de la famille des Scincidae.

## Répartition
Cette espèce est endémique de l'île Tioman dans l’État de Pahang en Malaisie péninsulaire.

## Description
Tytthoscincus ishaki mesure de 38 à 41 mm de longueur standard.

## Étymologie
Cette espèce est nommée en l'honneur de Muhamad Ishak Mat Sohor.

## Publication originale
- Grismer, 2006 : Two new species of skinks (Genus Sphenomorphus Fitzinger 1843) from the Seribuat Archipelago, West Malaysia. Herpetological Natural History, vol. 9, no 2, p. 151-162.